# Inspección (medicina)
La inspección médica es el método de exploración física del paciente que se efectúa por medio de la vista. Es el primer paso en un examen físico, y se basa en la observación total o parcial del cuerpo del paciente.

## Objetivos
- Detectar características físicas significativas del paciente.
- Observar y discriminar, de forma precisa, los hallazgos anormales en relación con la anatomía normal.

## Metodología
La inspección médica se puede realizar de acuerdo a los siguientes criterios:
- Según la región a explorar:
  - Local: inspección por segmentos del cuerpo humano.
  - General: inspección de conformación, actitud, movimientos, marcha, etc.

- Según la forma en que se realiza:
  - Directa: Simple o inmediata. Se efectúa mediante la vista.
  - Indirecta: Instrumental, armada o indirecta.
  - Simple: Cuando se realiza en superficies o estructuras accesibles al ojo examinador
  - Armada: Cuando se usan instrumentos para exponer a la vista áreas internas o cavidades

- Según el grado de movilidad del paciente:
  - Estática: o de reposo de un órgano o cuerpo.
  - Dinámica: mediante movimientos voluntarios e involuntarios.

## Normas durante la inspección
Al realizar la inspección se debe considerar las siguientes reglas o principios generales:
- Buena iluminación
- El enfermo colocado lo más cómodamente posible, sin que eso estorbe la exploración física
- Inspección, primero en conjunto y después entrar en detalles
- En regiones homólogas, hacer comparación
- Cuidar de no herir el pudor del paciente
- La inspección debe realizarse con las zonas descubiertas, teniendo cuidado de cubrir las regiones ya exploradas, o que se van a explorar más adelante.
- El explorador se colocará en forma que su cuerpo no proyecte sombra sobre la región explorada, debe observar el campo de frente, su inspección será comparativa y simétrica.